# Miguel Malvar

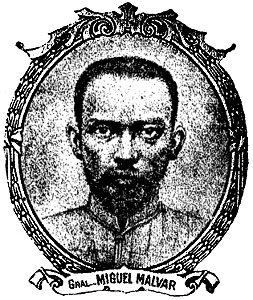
Miguel Malvar

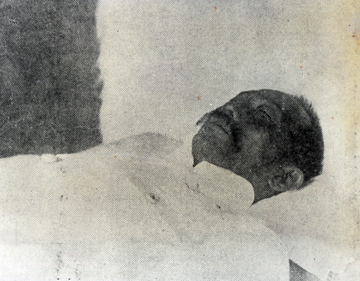
Malvar wystawiony po śmierci na widok publiczny w 1911 roku.

Miguel Carpio Malvar (ur. 27 września 1865, zm. 13 października 1911) – filipiński wojskowy i rolnik.

## Życiorys
Urodził się w Santo Tomas w prowincji Batangas jako najstarsze z trojga dzieci Maximo Malvara oraz Tiburcii Castro. Kształcił się w szkole w Tanauan prowadzonej przez Valerio Malabanana. Jednym z jego kolegów klasowych był Apolinario Mabini. Malvar zdecydował się nie kontynuować edukacji oraz skupić się na pracy. Chciał w ten sposób umożliwić podjęcie studiów medycznych w Hiszpanii przez swego brata Potenciano. Pochodził z zamożnej rodziny rolniczej, sam również zawodowo związał się z uprawą ziemi. Za pożyczone pieniądze nabył grunta uprawne w Santo Tomas oraz nieopodal wulkanu Makilig. Obsiał je dalandanem, rodzajem pomarańczy powszechnie występującym na Filipinach. Przedsięwzięcie okazało się znacznym sukcesem. Jeden z kultywarów dalandana nazwano zresztą później na cześć Malvara.
Podobnie jak wielu późniejszych przywódców rewolucji filipińskiej swój udział w życiu publicznym rozpoczął od piastowania funkcji w hiszpańskiej administracji kolonialnej. W 1892 został bowiem gobernadorcillem rodzinnej miejscowości. Stanowisko to, odpowiadające współczesnemu burmistrzowi było najwyższą pozycją, którą za panowania Hiszpanów na archipelagu mógł pełnić Filipińczyk. Po wybuchu rewolucji filipińskiej (1896) niemal natychmiast włączył się w działania zbrojne. Wstąpił w szeregi rewolucyjnej armii filipińskiej. W kolejnych miesiącach szybko piął się po szczeblach wojskowej hierarchii. 31 marca 1897 prezydent Emilio Aguinaldo awansował go do stopnia generała porucznika. Dołączył tym samym do wyjątkowo młodych wojskowych, którzy pełnili wysokie stanowiska dowódcze podczas narodowowyzwoleńczych konfliktów na Filipinach na przełomie XIX i XX wieku. Nie był przy tym najmłodszym dowódcą filipińskim wymienianym w źródłach. Za takowego uznaje się Manuela Tinio, zaledwie dziewiętnastoletniego w chwili awansu.
Po włączeniu w szeregi generalicji Malvar mianowany został komendantem generalnym sił filipińskich w Batangas. Był ostatnim dowódcą filipińskim, który złożył broń na mocy porozumienia z Biyak-na-Bato. Wraz z prezydentem Aguinaldo udał się do Hongkongu. Na Filipiny powrócił 15 czerwca 1898, przywożąc ze sobą dwa tysiące sztuk broni. Dowodził następnie wojskami w Batangas, Mindoro czy w Tayabas. Został też komendantem generalnym sił zbrojnych na południu Luzonu. Po wybuchu wojny filipińsko-amerykańskiej otrzymał awans na generała brygady. Powierzono mu dowodzenie obroną południowego Luzonu. Z dużym powodzeniem ochraniał Pagsanjan, Pilę czy Santa Cruz. Wraz z postępującą dezintegracją regularnych wojsk filipińskich przeszedł do walk partyzanckich gromadząc oddziały w okolicach wulkanu Makilig. Po pochwyceniu prezydenta Aguinaldo przez Amerykanów Malvar kontynuował walkę. Broń złożył dopiero 16 kwietnia 1902, jako ostatni generał filipiński. Powrócił do pracy na roli oraz do prowadzenia działalności gospodarczej. Zmarł w Manili. Część historyków, a także niektórzy politycy postulują, by włączyć Malvara do oficjalnego spisu filipińskich prezydentów, właśnie z uwagi na jego przywódczą rolę w ostatniej fazie wojny z Amerykanami. Imię generała nadano jednej z miejscowości w jego rodzinnej prowincji Batangas.